# AZステーション
AZステーション（アズステーション）は、衛星放送局のWOWOWがかつて運営していたインターネットラジオ配信サイトである。

## 概要
2005年10月1日に開局。2008年6月30日に閉局。WOWOWで放送されていた番組に関したインターネットラジオの配信を行っていた。他のインターネットラジオで一般的なストリーミング配信の他に、podcastのダウンロード配信を行っていたのが特徴。
聴取には無料の会員登録（WOWOW ONLINE会員登録）が必要であった。
2008年5月30日に2008年6月末をもってサービスを終了することがアナウンスされた。ただし、WOWOWアニメ随一の情報番組である『わう*アニ HOTレビュー』のみWOWOW ONLINEで孤立無援ながら継続配信されることが同時に発表された。

## 独立継続の番組
- わう*アニ HOTレビュー -

2010年2月終了

## 終了番組
- 護くんにネットラジオで祝福を!
- 良子と羽衣の姫様放送局
- Rock レジェンズ
- 竹中麻実子 "for dear"
- ミュージアム
- Pick Up インディーズ
- 新人声優・松田いよの“ドラマ Voice ナビ”